# Loussapats
Loussapats (ou Loussabatz, arménien : Լուսաբաց, littéralement « Aube ») est une revue littéraire en langue arménienne fondée par Bedros Zaroyan et Zareh Vorpouni en octobre 1938 à Paris et qui disparaît en mars 1939 après quatre numéros.

## Historique
Loussapats est fondée par Bedros Zaroyan et Zareh Vorpouni en octobre 1938 à Paris.
Kégham Atmadjian est un auteur régulier de la revue, qui à biens des égards prend la suite de Mechagouyt, qu'il publiait avec Bedros Zaroyan. Les autres auteurs sont de ce fait quasiment les mêmes : on retrouve ainsi Archam Daderian, Krikor Djizmédjian (en particulier des poèmes), Puzant Topalian ou encore Kégham Kerestedjian.
Dans le premier éditorial, Bedros Zaroyan s'en prend aux « anciens » comme Hagop Oshagan. De plus, l'une des craintes des auteurs est la désintégration de la communauté arménienne, faute notamment d'enseignement de l'arménien, et l’instrumentalisation de la littérature est pour eux un moyen d'y remédier.
La revue disparaît en mars 1939 après quatre numéros.